# Klonowo koło Lidzbarka
Klonowo koło Lidzbarka – przystanek kolejowy w Klonowie, w gminie Lidzbark, w powiecie działdowskim, w województwie warmińsko-mazurskim.